# T-Bank
T-Bank je ruská komerční banka založená Olegem Tiňkovem. Banka nemá pobočky, funguje jako online banka, zaměřuje se na internetové bankovnictví. Je druhým největším poskytovatelem kreditních karet v Rusku
a je největší digitální bankou na světě, měřeno počtem zákazníků.
Od března 2022 byl Tinkoff Bank snížen úvěrový rating v souladu se sankcemi uvalenými v důsledku ruské invaze na Ukrajinu.

## Historie
Akciová společnost "Tinkoff Bank" byla založena Olegem Tiňkovem v roce 2006 pod názvem „Tinkoff Credit Systems“ (Тинькофф Кредитные Системы) a postaví se jako bankovní instituce nové generace. Pracuje s více než 8 miliony klientů bez kanceláří: všechny operace jsou prováděny prostřednictvím internetu nebo pomocí mobilního telefonu. Horká linka a technická podpora mají nepřetržitou službu. Na rozdíl od jiných finančních institucí nabízí Tinkoff výběr hotovosti prostřednictvím svých platebních karet bez provizí na jakémkoli bankomatu na světě s minimálním limitem 3 tis. rublů. Debetní karty vydává Tinkoff obyvatelům všech zemí světa. Dodatkové platební karty nabízí Tinkoff Bank bezplatně. Od 2007 je předsedou banky Oliver Hughes.